# Совращённый поселянин
«Совращённый поселянин, или Опасности городской жизни» (фр. Le Paysan perverti, ou Les dangers de la ville) — роман французского писателя Никола Ретифа де ла Бретонна, опубликованный в 1775 году. Считается одним из лучших его произведений.

## Сюжет
Главный герой романа — молодой человек, выросший в деревне, который приезжает в Париж. Он сталкивается с испорченными людьми, ради любимой начинает идти на сделки с совестью, совершает преступление и попадает на каторгу. Внешняя канва сюжета сближает «Совращённого поселянина» с «Историей кавалера Грие» Прево, но главная мысль романа — развращающее воздействие большого города на чистые души.

## Восприятие
Роман, опубликованный в 1775 году, был благожелательно встречен критиками. Его высоко оценил Дени Дидро, а сам Ретиф считал «Совращённого поселянина» лучшим из своих произведений (наряду с романом «Совращённая поселянка»). Роман получил широкую известность, так что даже спустя 20 лет, во время революции, когда Ретифа на улицах Парижа останавливали ночные патрули, он говорил: «Это идёт совращённый поселянин!». Услышав это, писателя пропускали.
Литературоведы отмечают, что «Совращённый поселянин» написан во многом под влиянием «Удачливого крестьянина» Пьера де Мариво. В этом романе Ретиф смог показать лучшие стороны своего таланта. По словам О. Волкова, «роман производит впечатление хорошо слаженного произведения, с сочными подробностями, прекрасными характерами, выразительно обрисованными положительными и отрицательными типами, написанного с подъёмом и искренне».